# Campeonato Paraguayo de Fútbol 1936
El Campeonato Paraguayo de Fútbol de 1936 fue la vigésima sexta edición del principal torneo de fútbol de Paraguay.
El campeón del torneo fue el Club Olimpia quienes obtuvieron su noveno campeonato en la primera categoría.

## Desarrollo
|  | Campeón. |

| Equipo                |
| --------------------- |
| Club Olimpia          |
| Club Libertad         |
| Club Cerro Porteño    |
| Club Sol de América   |
| Club Guaraní          |
| Atlántida Sports Club |
| Club Nacional         |
| Club River Plate      |
| Club Presidente Hayes |
| Atlético Corrales     |
| Sportivo Luqueño      |

| Bandera de Paraguay  |
| Campeón Club Olimpia |
| Noveno título        |